# Olga Borys

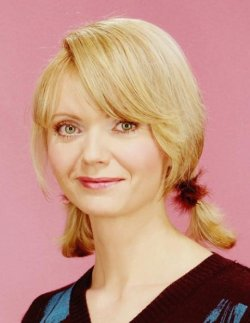
Olga Borys (fot. Foksal Web Studio)

Olga Borys (ur. 1 stycznia 1974 w Gubinie) – polska aktorka filmowa, telewizyjna, teatralna i dubbingowa.

## Życiorys

### Dzieciństwo i edukacja
Jest córką oficera Wojska Polskiego. Ukończyła V Liceum Ogólnokształcące we Wrocławiu. Jest absolwentką PWSFTViT w Łodzi (wcześniej relegowano ją z PWST we Wrocławiu).

### Kariera
Jest laureatką pierwszej nagrody na XV Festiwalu Szkół Teatralnych w Łodzi. Grała w Teatrze Studio w Warszawie, w Teatrze Komedia w Warszawie, w Teatrze Kwadrat, w Teatrze Scena Prezentacje i gościnnie na scenie Teatru im. J. Osterwy w Lublinie.
Popularność przyniosła jej rola Zuzi Śnieżanki w serialu komediowym Lokatorzy. W 2004 pozowała w lutowym wydaniu miesięcznika „Playboy”. W 2007 w parze ze Sławomirem Borowieckim zwyciężyła w pierwszej edycji programu TVP2 Gwiazdy tańczą na lodzie. W 2016 uczestniczyła w szóstej edycji programu Twoja twarz brzmi znajomo w telewizji Polsat.

### Życie prywatne
Podczas nauki w Państwowej Wyższej Szkole Teatralnej we Wrocławiu poznała Wojciecha Majchrzaka, którego poślubiła 14 czerwca 1997 podczas ceremonii cywilnej w sali króla Leszczyńskiego w zamku w Rydzynie. Dla ukochanego przeprowadziła się do Łodzi, gdzie później ukończyła studia aktorskie. Mają córkę, Mirę (ur. 2006).

## Filmografia
- 1999: Klan jako Iwona Walczak z Radomia
- 1999-2004: Lokatorzy jako Zuzia Śnieżanka
- 2000: Twarze i maski jako studentka (odc. 6)
- 2005: Na Wspólnej jako Jola
- 2005: Magda M. jako Roksana (odc. 10)
- 2006: My baby jako dyrektorowa (odc. 5)
- 2006: Niania jako aktorka (odc. 16)
- 2006-2007: Na dobre i na złe jako recepcjonistka w klinice (odc. 257, 309 i 313)
- 2008–2010: Klan jako Leokadia Szydłowska, kierownik Referatu Finansowego Urzędu Dzielnicowego Miasta Stołecznego Warszawy
- 2009: Pierwsza miłość jako Noemi
- 2010: Samo życie jako Liza, żona Bogdana Wanata
- 2011: Unia serc jako dyrektorka przedszkola (odc. 8)
- 2011-2013: Galeria jako Beata Rosiak
- 2012: Ojciec Mateusz jako dyrektorka liceum (odc. 106)
- 2012: Ja to mam szczęście jako Helga Schmidt; (odc. 20)
- 2014, 2015: M jak miłość jako Edyta Ostrowska, matka Kuby (odc. 1113, 1130)
- 2017: Porady na zdrady jako Sylwia
- 2021: Klan jako Mira Szandora, pierwsza żona Marka, późniejszego partnera Czesi

### Polski dubbing
- 1999: Pokémon –
  - Erika (odc. 26),
  - Suzy (odc. 28),
  - Aya (odc. 32),
  - Lara Laramie (odc. 33),
  - Duplica (odc. 37, 174),
  - Cassandra (odc. 44),
  - Jessiebelle (odc. 48),
  - Stella (odc. 64),
  - opiekunka Jessie (odcinek specjalny),
  - Senta (odc. 85),
  - Luana (odc. 108),
  - Rochelle (odc. 120),
  - Arielle (odc. 128),
  - Latoya Parker (odc. 138),
  - Olesia (odc. 148),
  - Anna (odc. 165),
  - Temacu (odc. 198),
  - Trinity (odc. 217),
  - Wendy (odc. 231),
  - Tammy (odc. 249)
- 2002: Bibi czarodziejka
- 2013: The Littlest Pet Shop –
  - Minka,
  - Vi Tannabruzzo,
  - Judi Jo Jamenson

## Role teatralne
- Kobieta bez znaczenia – Scena Prezentacje, Warszawa
- Kto się boi Wirginii Woolf? – Scena Prezentacje, Warszawa
- Nie teraz, kochanie – Teatr Kwadrat, Warszawa
- Arkadia – Teatr im. Juliusza Osterwy, Lublin
- Kąpielisko Ostrów – Teatr im. Juliusza Osterwy, Lublin
- Goło i wesoło
- Boyband – Teatr Komedia, Warszawa

### Teatr Telewizji
- 2000: Dragon jako służąca

## Programy TV
- Fort Boyard – druga edycja (2. miejsce)
- Śpiewające fortepiany – odc. 43
- Mamy Cię! – odc. 8
- Ciao Darwin  - odc. 23
- Gwiazdy tańczą na lodzie – pierwsza edycja (Wygrana)
- Kocham Cię, Polsko! – w drużynie Katarzyny Zielińskiej
- Twoja twarz brzmi znajomo – szósta edycja (7. miejsce)

## Reklamy
- W 2017, wraz z mężem, wystąpiła w kampanii reklamowej firmy ubezpieczeniowej Aegon Polska[6].